# Comuna Demîdivka, Reșetîlivka
Demîdivka (în ucraineană Демидівка) este o comună în raionul Reșetîlivka, regiunea Poltava, Ucraina, formată din satele Andriivka, Demîdivka (reședința), Lîtvînivka, Nova Dîkanka și Pustovarî.

## Demografie
Componența lingvistică a comunei Demîdivka
     Ucraineană (96,31%)
     Rusă (3,61%)
Conform recensământului din 2001, majoritatea populației comunei Demîdivka era vorbitoare de ucraineană (96,31%), existând în minoritate și vorbitori de rusă (3,61%).